# The Secret of Black Mountain
The Secret of Black Mountain è un film muto del 1917 diretto da Otto Hoffman.

## Trama
Cercando di scoprire qualche notizia sulla morte del nonno morto, un cercatore d'oro morto in California, Miriam Vale lascia in Vermont per andare nel West dove, per vivere, trova un lavoro da maestra.

## Produzione
Il film fu prodotto dalla Balboa Amusement Producing Company. Venne girato a Long Beach, cittadina californiana dove la casa di produzione aveva la sua sede.

## Distribuzione
Distribuito dalla General Film Company, il film uscì nelle sale cinematografiche USA il 21 settembre 1917.
Copia della pellicola viene conservata negli archivi della Library of Congress.